# Pohnpeiglasögonfågel
Pohnpeiglasögonfågel (Rukia longirostra) är en fågel i familjen glasögonfåglar inom ordningen tättingar.

## Utseende och läte
Pohnpeiglasögonfågeln är en mycket udda glasögonfågel med lång och nedåtböjd näbb och orangefärgade ben. Fjäderdräkten är helt olivbrun. De två andra glasögonfåglarna i dess utbredningsområde, gråbrun glasögonfågel och karolinerglasögonfågel är grå respektive gula och har mycket kortare näbbar. Lätet är ett mjukt, ljust och fallande "tseer". 

## Utbredning och systematik
Fågeln förekommer enbart i bergstrakter på Pohnpei i östra Karolinerna. Den behandlas som monotypisk, det vill säga att den inte delas in i några underarter.

## Levnadssätt
Pohnpeiglasögonfågeln hittas i bergsskogar. Den födosöker aktivt, ofta i små flockar.

## Status
Pohnpeiglasögonfågeln har ett mycket begränsat utbredningsområde och tros minska i antal. IUCN kategoriserar arten som nära hotad. Beståndet uppskattas till 24 000 vuxna individer.